# まねき食品
まねき食品株式会社（まねきしょくひん）は、兵庫県姫路市に本社を置く弁当・会席料理などを中心とした外食産業企業である。JR西日本神戸線に位置する姫路駅や加古川駅などの構内にあるえきそばで知られ、主に西播磨地域に経営地盤を置いている。

## 事業内容
- 弁当・折詰・仕出し料理などの製造販売。
- えきそば
- ケータリング。
- レストラン・軽食店の運営
- 菓子の製造販売。
- バンケットホール（まねきホール）の運営。

## 沿革
- 1888年 - 創業。山陽鉄道の開通を期に弁当販売開始[1]。
- 1890年 - 姫路駅の構内営業を開始、駅弁などを販売する。社史は、同年経木折詰に入れた幕の内弁当を発売しており、これが駅弁における幕の内弁当の嚆矢であると述べている[2]。
- 1944年 - 株式会社化し、「まねき食品株式会社」となる。
- 1947年 - パンの製造販売を開始。
- 1949年 - 10月19日 姫路駅構内で立ち食いそば屋の営業を開始[3]。その後加古川駅にも出店。
- 1972年 - パーティなどへの出張サービス（ケータリング）を開始。
- 1991年 - 持ち帰り弁当用ブランド「味三昧」の立ち上げ。
- 1992年 - 日本料理店事業を開始。屋号は「竹善」。
- 2010年 - 日清食品とのコラボレーションで「えきそば」のカップ麺を近畿地方限定で発売。
- 2017年 - 台湾台北市の微風台北車站（台湾鉄路管理局台北駅構内）に駅弁の常設店舗を開設。同社初かつ日本の駅弁業者の海外進出第1号となった[4]。
- 2020年 - 子会社の株式会社冨士屋かまぼこを通じ、姫路駅地下で長年親しまれてきたたこ焼き「タコピア」事業を承継。「タコピィ」として営業再開。
- 2023年 - 兵庫県多可町のマイスター工房八千代と合同会社を設立し、東京・銀座にマイスター工房八千代銀座店をオープン。マイスター工房八千代の名物「天船巻きずし」のほか、まねき食品も商品も販売している[5][6]。
- 2025年 - 秋田県の花善、愛知県の松浦商店と共同で、スイスのチューリッヒ中央駅で駅弁を3週間限定販売[7]。

## 主な商品

### 駅弁

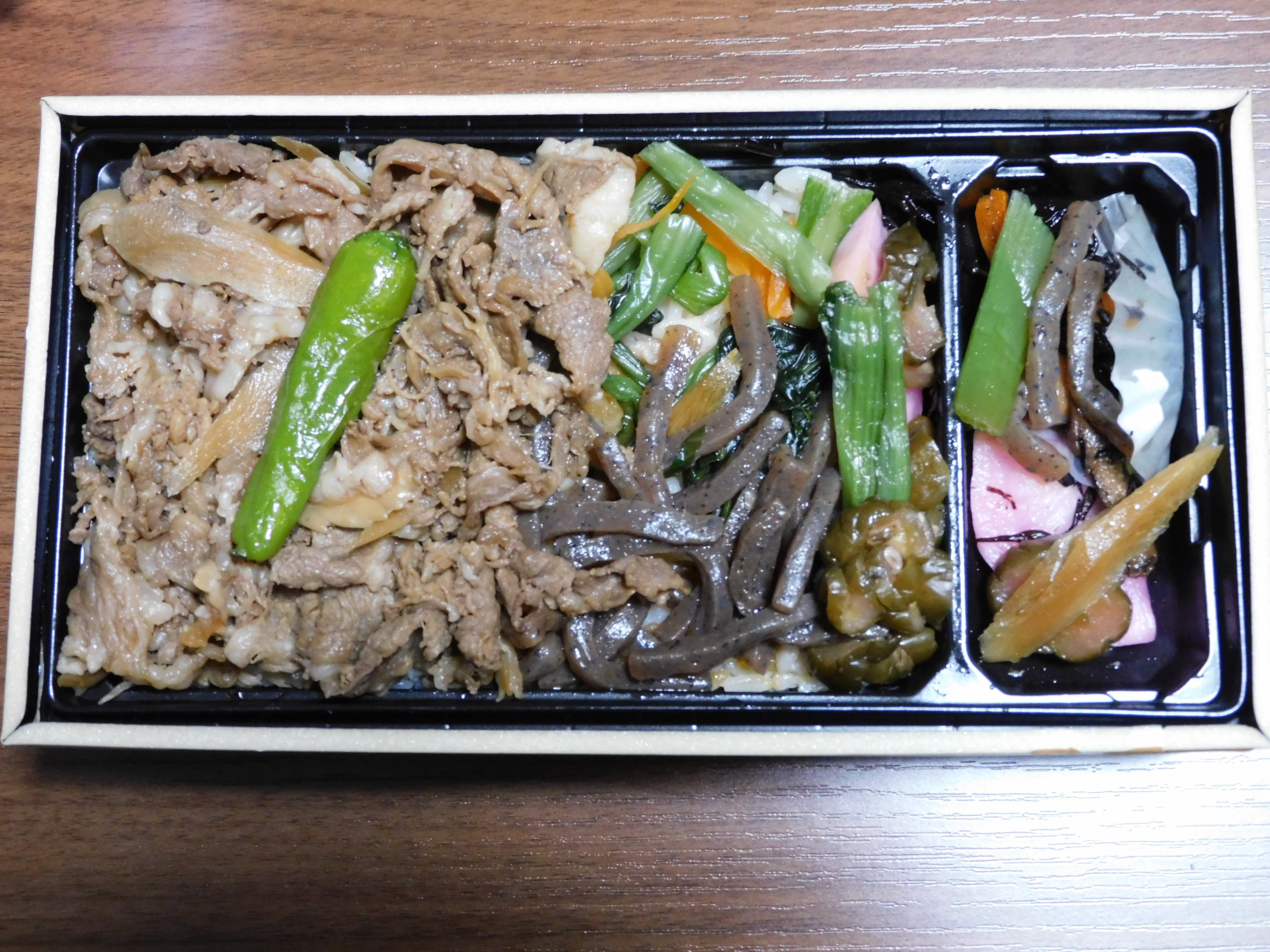
名牛 但馬牛弁当

- 元祖・幕の内弁当

1890年発売とされる幕の内弁当を再現したもので、二重折に13種のおかずを入れたものが12銭だったという。ときおりイベントなどに際して販売される。
- 味づくし

現行の幕の内弁当。
- 姫路駅ぶためし

ご飯の上に煮豚のスライスを載せたもの。
- おかめ弁当

ご飯の上におかずを散らしたもの。
- メンチカツ弁当

神戸ビーフを使ったメンチカツをカレーピラフの上に載せたもの。
- あなごめし

ご飯の上にタレで煮込んだ穴子をのせたもの。
- 関西シウマイ弁当

崎陽軒（神奈川県横浜市）と提携し2021年11月26日から姫路駅で販売。

### 仕出し
- 高級幕の内弁当

2008年現在で1575 - 5250円までのラインナップがある。
- 会席料理・祝善

2008年現在で、3000 - 9000円程度の価格帯となっている。
- 低価格弁当

2008年現在、525円からさまざまな種類のものが用意されている。

### えきそば
第二次世界大戦（太平洋戦争）後、物資が不足していた頃、まねき食品は国鉄姫路駅に麺類の販売を計画。当初は小麦粉が統制品であったため、蒟蒻粉とそば粉を混ぜて「うどん」に仕立てた「そば」を販売したが、「時間が経つと麺がのびて美味しくない」との理由から、試行錯誤の結果、かん水を原材料に加えた中華麺を選定。「和風出汁」に「中華麺」という組み合わせで、1949年10月19日、国鉄姫路駅構内にて「えきそば」の名称で立ち売りを開始した。
現在の「えきそば」は、JR姫路駅ホームの他、姫路市内の商業施設とマネキダイニング加古川店、阪神百貨店梅田本店スナックパーク内に専門店舗を置いている。また日清食品では2010年から、まねき食品とのコラボレーションによるカップ麺を企画、「姫路駅名物 まねきのえきそば」という商品名で近畿2府4県限定で販売している。
2025年、大阪・関西万博において「究極のえきそば」を販売した。ホタテなどでとっただしに、通常は用いない生麺を使用し、地元名産の神戸牛をのせ、どんぶりとして輪島塗の器を使用した特別な一杯として3850円で提供し、話題を呼んだ。